# Dipalta serpentina
Dipalta serpentina är en tvåvingeart som beskrevs av Osten Sacken 1877. Dipalta serpentina ingår i släktet Dipalta och familjen svävflugor. Inga underarter finns listade i Catalogue of Life.